# Jan Huber (Volleyballspieler)
Jan Huber (* 7. Oktober 2000) ist ein deutscher Volleyballspieler.

## Karriere
Huber spielte in seiner Jugend zunächst Handball. Seine Volleyball-Karriere begann er im Alter von 17 Jahren bei TSV Georgii-Allianz Stuttgart. Dort stieg er von der Oberliga in die Dritte Liga auf. 2021 wechselte der Mittelblocker zum TV Rottenburg. Mit dem Verein spielte er in der Saison 2021/22 zunächst in der Dritten Liga und schaffte den Aufstieg. Von 2022 bis 2025 trat er mit dem TVR in der Zweiten Bundesliga Süd an. 2025 wurde Huber vom Erstliga-Aufsteiger Barock Volleys MTV Ludwigsburg verpflichtet.